# 上海浦东杨高公交
上海浦东杨高公交公司，是一家在上海浦东新区运营的公共交通公司。公司为上海浦东公交的子公司。旗下线路主要覆盖浦东新区城市区域。
浦东公交杨高公司的前身是成立于1997年的上海浦东巴士交通股份有限公司，為非上市股份制企业。上海浦东巴士交通股份有限公司曾主要在浦东新区经营公交线路，拥有56条线路的经营权，运营车辆1300多辆。

2009年上海公交改制。浦东巴士成为杨高公交。
目前除常规公交车以外，杨高公交还代管张江有轨电车（已于2023年6月1日停运）。

## 分公司
- 一分公司
- 二分公司